# Liga Prawicy Rzeczypospolitej
Liga Prawicy Rzeczypospolitej (LPR) – porozumienie wyborcze zawarte 10 września 2007, przed wyborami parlamentarnymi w 2007, pomiędzy Ligą Polskich Rodzin, Prawicą Rzeczypospolitej i Unią Polityki Realnej.
Porozumienie o utworzeniu Ligi Prawicy Rzeczypospolitej zostało podpisane przez Janusza Dobrosza (wicemarszałka Sejmu RP V kadencji) reprezentującego Ligę Polskich Rodzin, posła Artura Zawiszę reprezentującego Prawicę Rzeczypospolitej i Wojciecha Popielę reprezentującego Unię Polityki Realnej (prezesa tej partii).
Spośród pierwszych miejsc na listach wyborczych do Sejmu LPR przypadły 24 miejsca, 9 otrzymała UPR, 7 Prawica Rzeczypospolitej, a 1 miejsce przypadło osobie bezpartyjnej (Annie Raźny). Jednocześnie każde z ugrupowań wystawiło na osobnych listach wyborczych własnych kandydatów do Senatu: LPR 16, UPR 14, PR 10.
Liga Prawicy Rzeczypospolitej nie utworzyła koalicyjnego komitetu wyborczego, jej kandydaci startowali z list Ligi Polskich Rodzin.
Według raportu serwisu finansowego portalu money.pl Liga Prawicy Rzeczypospolitej była najbardziej wolnorynkowym ugrupowaniem na scenie politycznej.
Planowane było podpisanie kolejnego porozumienia po wyborach oraz wspólny start w wyborach do Parlamentu Europejskiego, jednak po wyborach w 2007 drogi ugrupowań tworzących Ligę rozeszły się.

## Program Ligi Prawicy Rzeczypospolitej
Główne cele zawarte w „Deklaracji wyborczej 2007” to prowadzenie polityki na rzecz cywilizacji życia i praw rodziny, silnej pozycji Polski, obniżanie podatków i wprowadzenie większościowej ordynacji w wyborach do Sejmu.
Nowo powołane porozumienie sprzeciwiało się m.in. wprowadzeniu waluty euro, przemianowanej konstytucji europejskiej oraz rozszerzeniu „biurokracji brukselskiej”.
Polityka prorodzinna miała polegać na dalszej obniżce podatków dla rodziców, przyjęcia podobnego rozwiązania dla rodzin rolniczych oraz zapewnienia pełnowymiarowych urlopów macierzyńskich.
Liga chciała także zagwarantować trwałość wzrostu gospodarczego m.in. (wzorując się na Wielkiej Brytanii i Irlandii) przez znaczne poszerzenie sfery wolności gospodarczej, poprzez wzrost dochodów osobistych na skutek likwidacji podatku PIT dla prowadzących działalność gospodarczą i dla emerytów i rencistów oraz dodatkowo poprzez obniżkę stawek podatku VAT.
Porozumienie chciało także wprowadzić większościową ordynację wyborczą i znieść przymusowe finansowanie partii z budżetu.
Sygnatariusze porozumienia opowiadali się za silną pozycją Polski, zarówno w stosunkach dwustronnych (szczególnie z USA), jak również w NATO i UE, sprzeciwiają się roszczeniom niemieckim. Liga chciała podnieść kwestię budowania silnej opinii chrześcijańskiej w strukturach Unii.

## Udział w wyborach 2007
Komitet Wyborczy LPR został zgłoszony do PKW 10 września 2007, jego kandydaci startowali z listy nr 3.
Komitet złożył protest w związku z niewpuszczeniem wyznaczonego przedstawiciela do studia telewizyjnego TVP.

### Sejm
Komitet Wyborczy LPR otrzymał 209 171 głosów, tj. 1,30%, w związku z czym kandydaci LPR nie dostali się do Sejmu VI kadencji.
Poszczególne partie otrzymały:
- Liga Polskich Rodzin 92 912 głosów (374 kandydatów),
- Unia Polityki Realnej 60 484 głosy (193 kandydatów),
- Prawica Rzeczypospolitej 19 484 głosy (49 kandydatów),
- członkowie 3 innych partii razem 845 głosów (4 kandydatów – 1 Stronnictwa „Odrodzenie Rzeczypospolitej” 189 głosów, 2 Ruchu Odbudowy Polski 197 głosów, 1 Prawa i Sprawiedliwości 159 głosów),
- kandydaci bezpartyjni 35 446 głosów (284 kandydatów).

Indywidualnie najlepsze wyniki spośród 904 kandydatów osiągnęli:
- Wojciech Popiela (UPR, Warszawa I) 6957 głosów,
- Roman Giertych (LPR, Lublin) 6394 głosy,
- Janusz Korwin-Mikke (UPR, Gdańsk) 3640 głosów,
- Stanisław Żółtek (UPR, Kraków) 3563 głosy,
- Krzysztof Bosak (LPR, Zielona Góra) 2704 głosy,
- Artur Zawisza (PR, Warszawa II) 2642 głosy,
- nikt z pozostałych kandydatów nie uzyskał ponad 2500 głosów.

### Senat
Żaden z kandydatów Ligi Prawicy Rzeczypospolitej nie dostał się do Senatu VII kadencji. Kandydaci poszczególnych komitetów wyborczych otrzymali łącznie:
- Liga Polskich Rodzin 293 289 głosów,
- Prawica Marka Jurka 266 672 głosy,
- Unia Polityki Realnej 170 686 głosów.

Najlepsze wyniki osiągnęli:
- Marek Jurek (PMJ, Piotrków Trybunalski) 56 263 głosy,
- Mieczysław Maziarz (PMJ, Rzeszów) 46 149 głosów,
- Adam Biela (PMJ, Chełm) 32 297 głosów,
- Marian Piłka (PMJ, Siedlce) 30 162 głosy,
- nikt z pozostałych kandydatów wszystkich trzech komitetów wyborczych nie uzyskał ponad 30 000 głosów.

### Strony partii – sygnatariuszy porozumienia
- Strona LPR
- Strona PR
- Strona UPR